# Torralba de los Frailes
Torralba de los Frailes (aragónul Torralba de los Fraires) község Spanyolországban,  Zaragoza tartományban. Torralba de los Frailes Aldehuela de Liestos, Cubel, Used, La Yunta, Embid és Tortuera községekkel határos. Lakosainak száma 68 fő (2024).

## Népesség
A település népessége az utóbbi években az alábbiak szerint változott:
| Lakosok száma | 105  | 87   | 100  | 99   | 90   | 88   | 88   | 79   | 73   | 68   |
|               | 2001 | 2004 | 2007 | 2009 | 2012 | 2014 | 2017 | 2019 | 2022 | 2024 |